# Irish Open 1966
Die Irish Open 1966 waren die 53. Austragung dieser internationalen Meisterschaften von Irland im Badminton. Sie fanden in Dublin statt.

## Titelträger
| Disziplin    | Sieger                            |
| ------------ | --------------------------------- |
| Herreneinzel | Lee Kin Tat                       |
| Dameneinzel  | Mary Bryan                        |
| Herrendoppel | Robert McCoig Mac Henderson       |
| Damendoppel  | Yvonne Kelly Mary Bryan           |
| Mixed        | Mac Henderson Catherine Dunglison |

## Finalresultate
| Disziplin    | Sieger                            | Finalist                    | Ergebnis           |
| ------------ | --------------------------------- | --------------------------- | ------------------ |
| Herreneinzel | Lee Kin Tat                       | Richard Purser              | 15–8, 15–10        |
| Dameneinzel  | Mary Bryan                        | Yvonne Kelly                | 11–3, 11–3         |
| Herrendoppel | Robert McCoig Mac Henderson       | Ian Hume Robert Fowlis      | 15–5, 15–5         |
| Damendoppel  | Yvonne Kelly Mary Bryan           | Sue Peard Lena McAleese     | 15–2, 15–10        |
| Mixed        | Mac Henderson Catherine Dunglison | Robert McCoig Alison Miller | 18–15, 6–15, 15–12 |